# Vézelois
Vézelois es una comuna francesa situada en el departamento del Territorio de Belfort, de la región de Borgoña-Franco Condado.
Los habitantes se llaman Vézeloisiens.

## Geografía
Está ubicada a 4 km al sureste de Belfort et forma parte de la aglomeración de esta ciudad.

## Demografía
| 373 | 461 | 588 | 671 | 664 | 705 | 782 | 946 |
| Para los censos de 1962 a 1999 la población legal corresponde a la población sin duplicidades (Fuente: INSEE [Consultar]) |     |     |     |     |     |     |     |